# Calle García Camba
La calle García Camba es una calle de la ciudad española de Pontevedra situada en el centro de la ciudad, en el Ensanche. Es una de las principales calles de Pontevedra.

## Origen del nombre
La calle está dedicada al juez Miguel Gay García Camba (1873-1918), que ocupó importantes cargos en la ciudad y fue también presidente del Liceo Casino entre 1903 y 1907, y que donó los terrenos necesarios para la construcción de la calle.

## Historia
La calle García Camba, que planificó y alineó el arquitecto Alejandro Sesmero, se inauguró en el primer ensanche de la ciudad en 1884, después de que Miguel Gay García Camba y su familia y Juan R. López donasen en 1882 los terrenos necesarios para la construcción de una nueva calle entre las calles céntricas Oliva y Peregrina. La corporación municipal le dio el nombre de García Camba el 13 de diciembre de 1882.
En 1915 se inició la construcción del nuevo edificio para la sede central de correos de la ciudad, en la esquina de las calles García Camba y Oliva, en un terreno de José Riestra López, Marqués de Riestra, que había pertenecido a Miguel Gay García Camba.
En las primeras décadas del siglo XX, la calle García Camba se convirtió en una de las más importantes de la ciudad, conocida como la calle de los espectáculos por los cines y teatros que en ella se ubicaban. El 20 de febrero de 1932 se inauguró en el número 10 de la calle el cine Coliseum, diseñado por el arquitecto Antonio López Hernández (en el solar del actual edificio Viacambre) y decorado con murales de Carlos Sobrino Buhigas, que cerró sus puertas en 1971. En 1948 se inauguró el teatro-cine Malvar, en el número 12 de la calle, que cerró sus puertas en 1996.
De 1943 a 1950, la galería de arte del restaurante Urquin de la calle fue responsable del renacimiento de la escena artística de la ciudad, con exposiciones de obras de pintores como Manuel Torres Martínez y Carlos Sobrino Buhigas. Su inauguración en 1943, durante la cual actuó Antonio Machín, fue todo un acontecimiento.
En 1944, el arquitecto municipal Juan Argenti Navajas diseñó el proyecto de prolongación de la calle García Camba, que no llegó a realizarse.
En las décadas siguientes se abrieron en esta calle pontevedresa establecimientos comerciales tan emblemáticos como la pastelería Capri, inaugurada en 1963,  o Los Castellanos. También ocuparon un lugar destacado en la calle librerías de renombre. En 1973 abrió la librería Seoane, en el número 6, que cerró en 2003, y en 1987 abrió la librería Escolma, en el local de la antigua librería Luis Martínez Gendra, en el número 11.
En 1964 se inauguró en la esquina de la calle Andrés Muruais el icónico Edificio Las Torres, rascacielos por excelencia de Pontevedra, cuyo terreno fue vendido el 18 de noviembre de 1959.
El 18 de abril de 2001 se cerró al tráfico la calle García Camba desde la calle Daniel de la Sota, dejando un único acceso para el tráfico rodado desde la plaza de Galicia por la calle Andrés Muruais.

## Descripción
Es una calle llana en pleno centro de la ciudad con un trazado recto de 130 metros. Su anchura media es de 15 metros.
Es una calle principal del primer ensanche de Pontevedra con un carril de circulación y dos aceras desde las calles Peregrina y Andrés Muruais hasta la calle de la Oliva. Toda la calle está flanqueada por camelios a ambos lados.
Es una de las calles más importantes de la ciudad y uno de sus puntos neurálgicos, donde se ubican desde hace décadas un gran número de sucursales bancarias, por lo que también se la conoce como calle de los bancos.
En 2021, la calle García Camba era la más cara de la ciudad, donde el 12% de los propietarios eran holandeses, británicos o australianos.

## Edificios destacados
En la esquina noroeste de la calle García Camba con la calle dela Oliva se encuentra el edificio de la sede central de Correos de la ciudad, que es la sede provincial de Correos de la provincia de Pontevedra. El edificio pertenece al estilo modernista imperante en los primeros años del siglo XX. La entrada principal tiene forma de esquina achaflanada con arcos soportados por columnas clásicas y escaleras de piedra que conducen a un vestíbulo elevado. La fachada está decorada con motivos geométricos en piedra, sobre todo en el nivel superior, con buhardillas y ventanas de líneas rectas en cada nivel. El nivel superior, sobre la entrada principal, está coronado por el escudo de piedra de la ciudad. En el interior, el edificio está construido en torno a un espacio central sobre un vestíbulo público, y destaca el uso de materiales como el cristal, la madera y el yeso, así como la bóveda de vidrio coloreado.
En el número 5 de la calle se encuentra la Casa Luciano Dazevedo, edificio modernista proyectado por el arquitecto Andrés López de Ocáriz Robledo en 1914. Las cuatro plantas superiores se añadieron en 1995. Los balcones son idénticos a los del Hotel Palace, que estuvo ubicado en la plaza de Galicia.
El edificio González Vega, en el número 8, es el mejor ejemplo de modernismo racionalista conservado en la ciudad, proyectado en junio de 1939 por el arquitecto Eloy Maquieira Fernández. La fachada se organiza simétricamente en cuatro partes iguales, correspondiendo las dos centrales a las ventanas y las laterales a los balcones, sobre los que se abren ventanas y ojos de buey, excepto en la quinta planta, donde el balcón es corrido. El edificio se organiza interiormente con dos viviendas por planta.
El edificio Las Torres, obra de los arquitectos Alfonso Barreiro Buján y Emilio Quiroga Losada, fue inaugurado en el número 14 de la calle el 29 de marzo de 1964. Es el edificio más alto de Pontevedra, con 16 plantas y una altura de 60 metros.

## Galería de imágenes

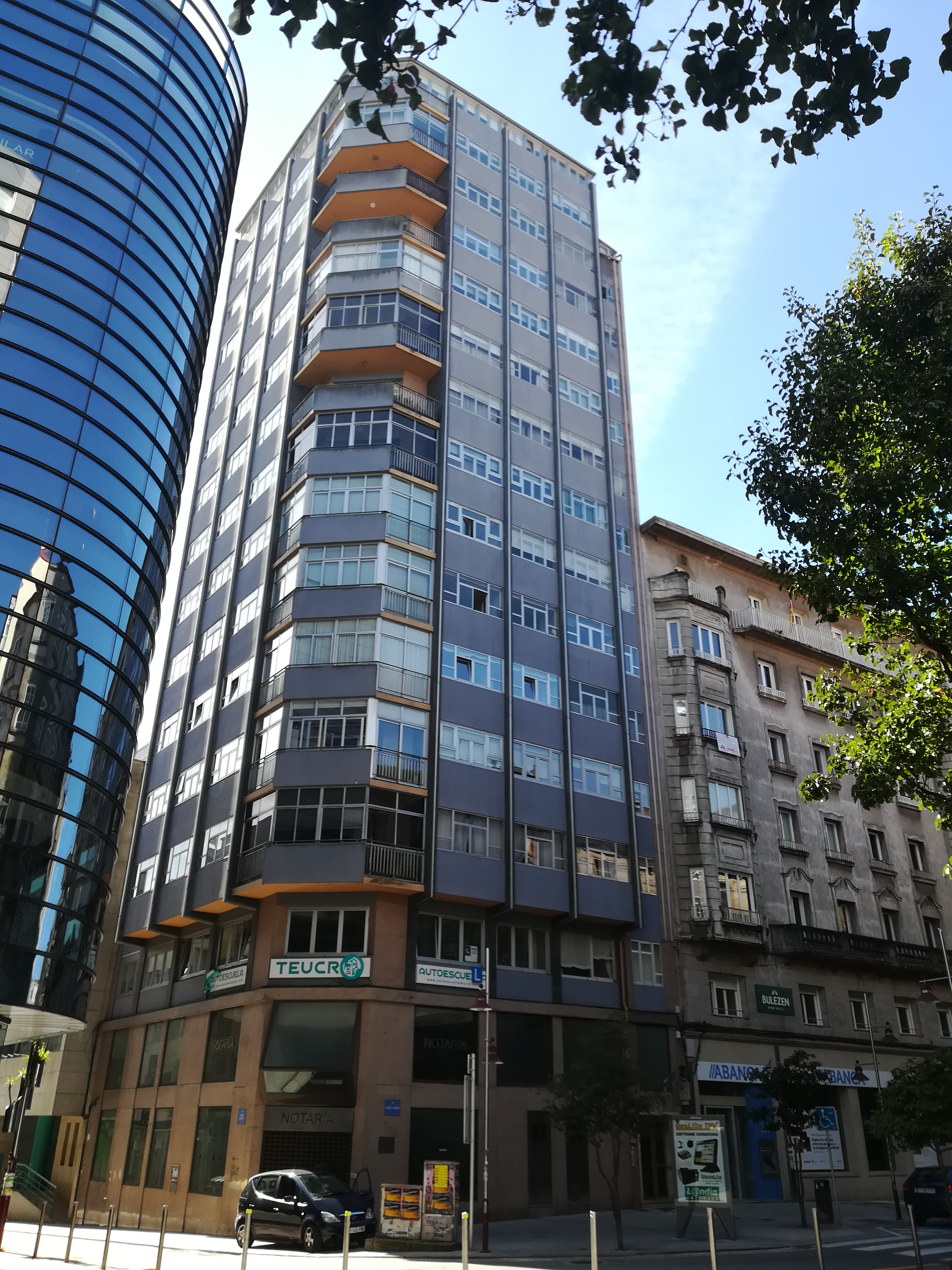
Edificio Las Torres
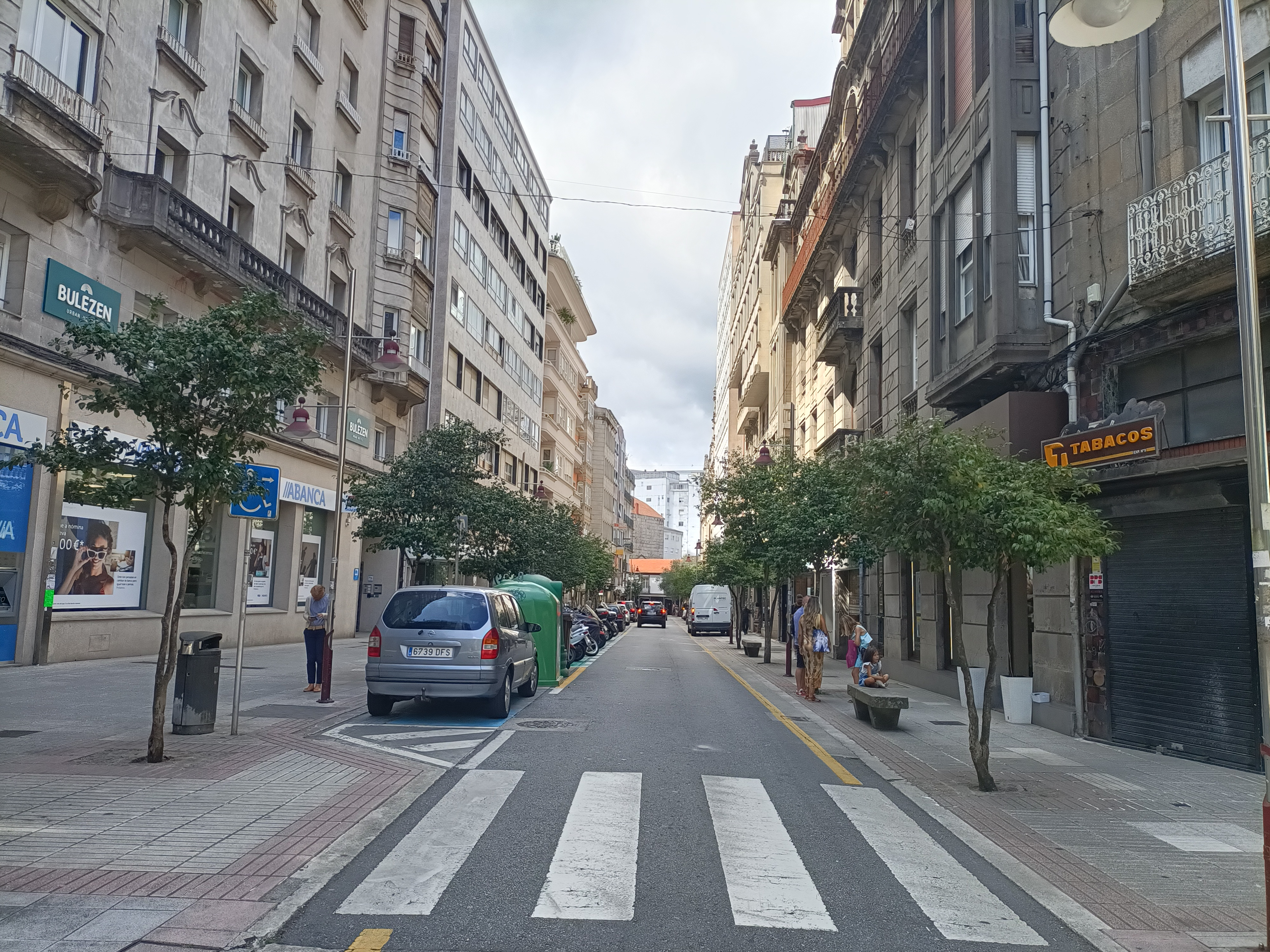
La calle García Camba desde el este
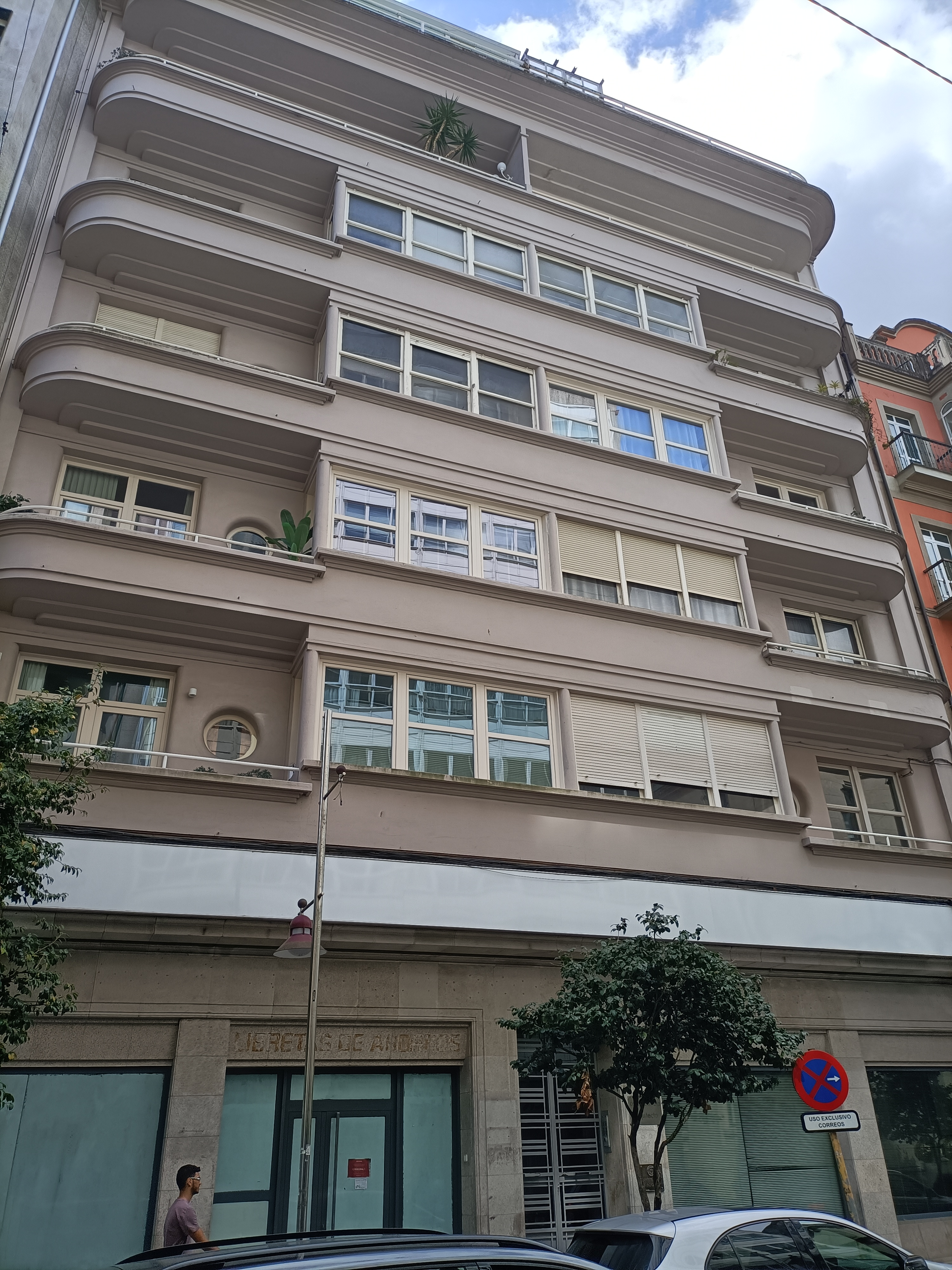
Edificio González Vega
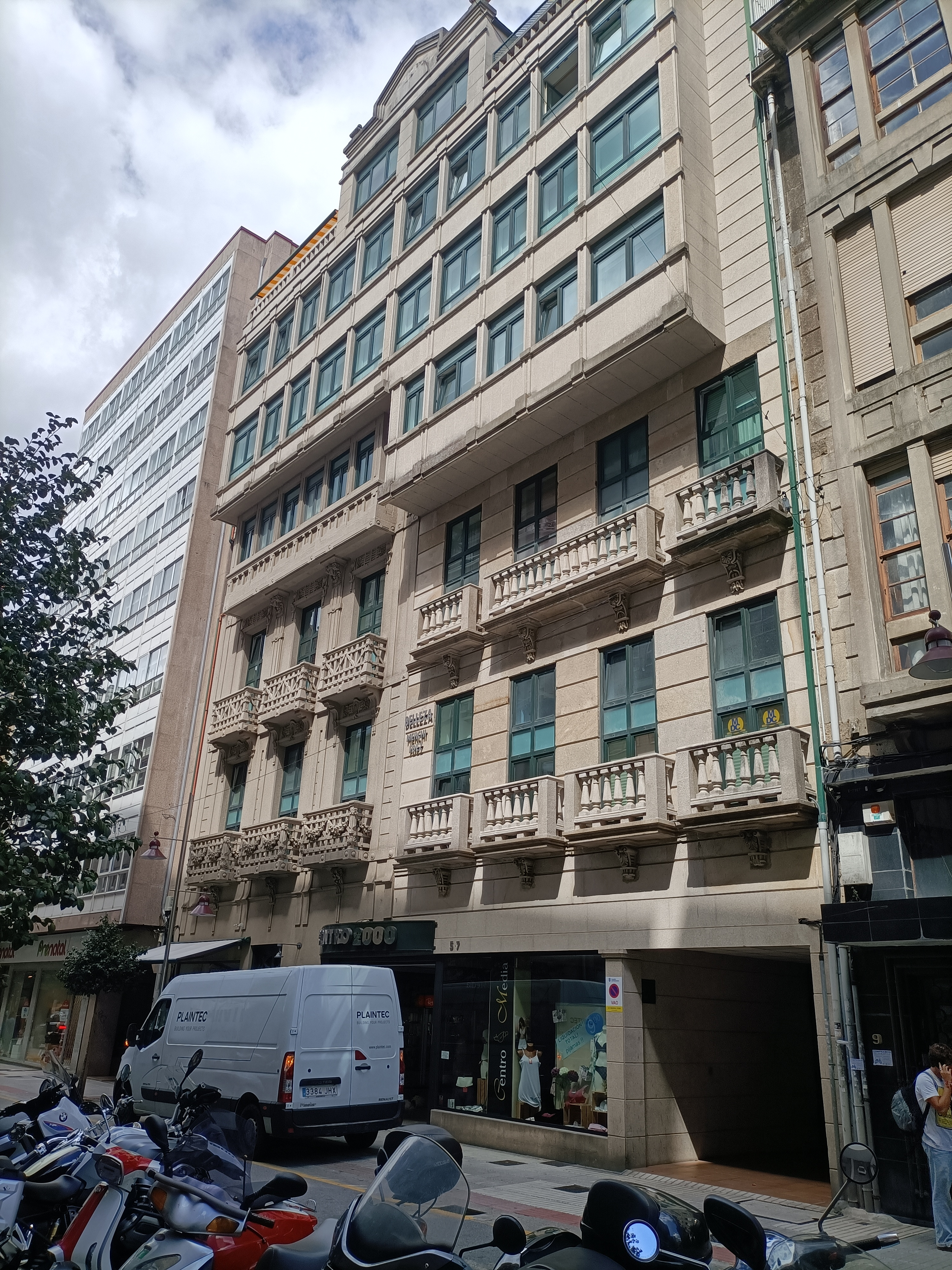
Edificio Luciano Dazevedo
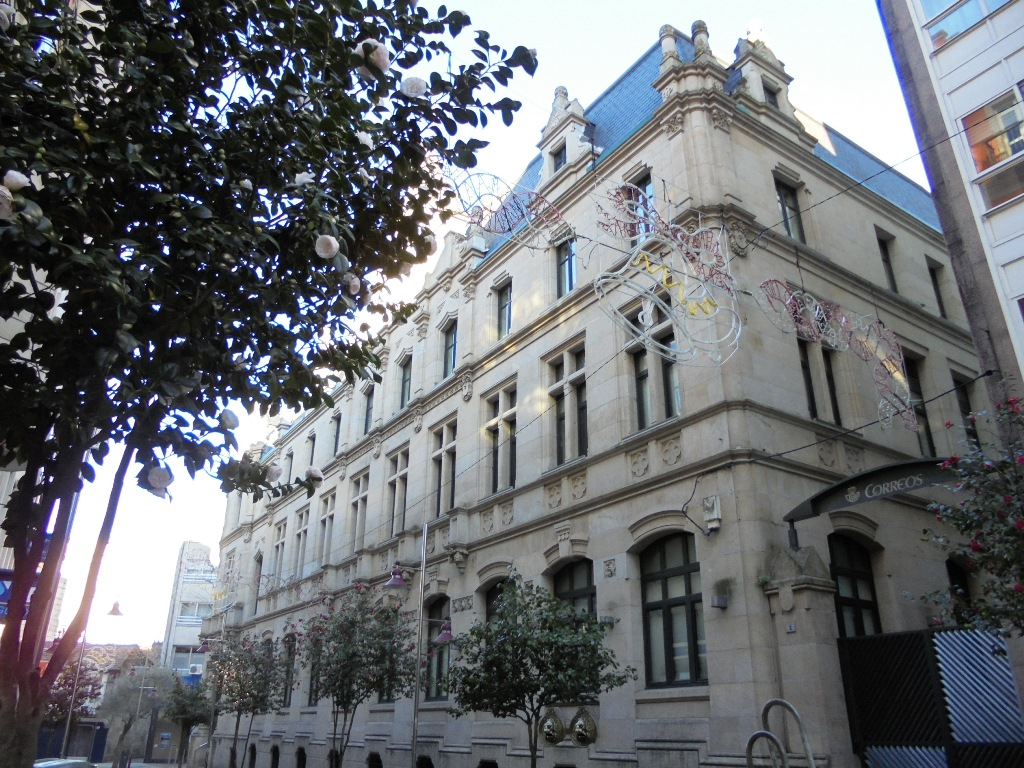
Fachada del edificio central de Correos
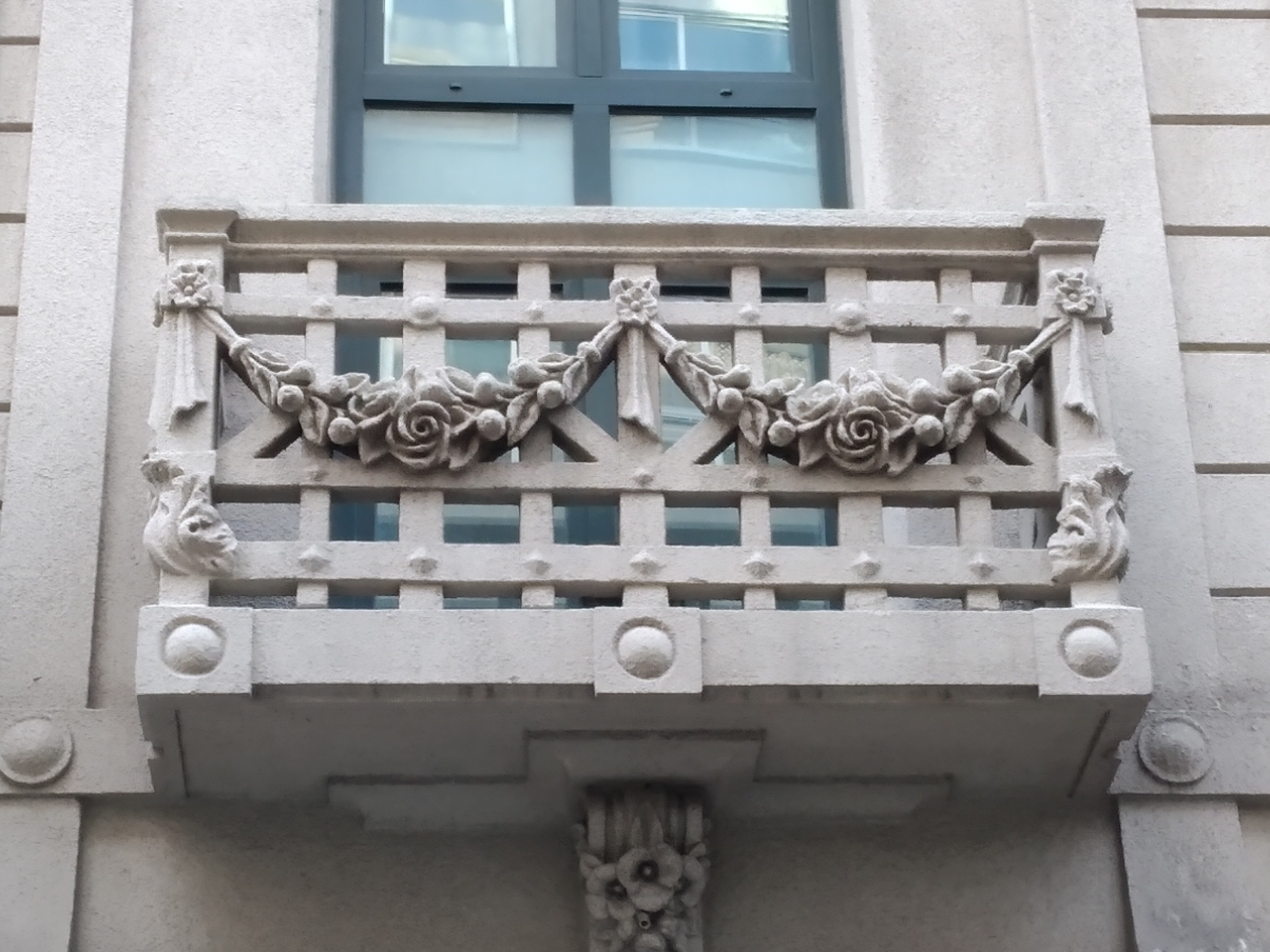
Balcón modernista de la casa Luciano Dazevedo en el número 5 de la calle
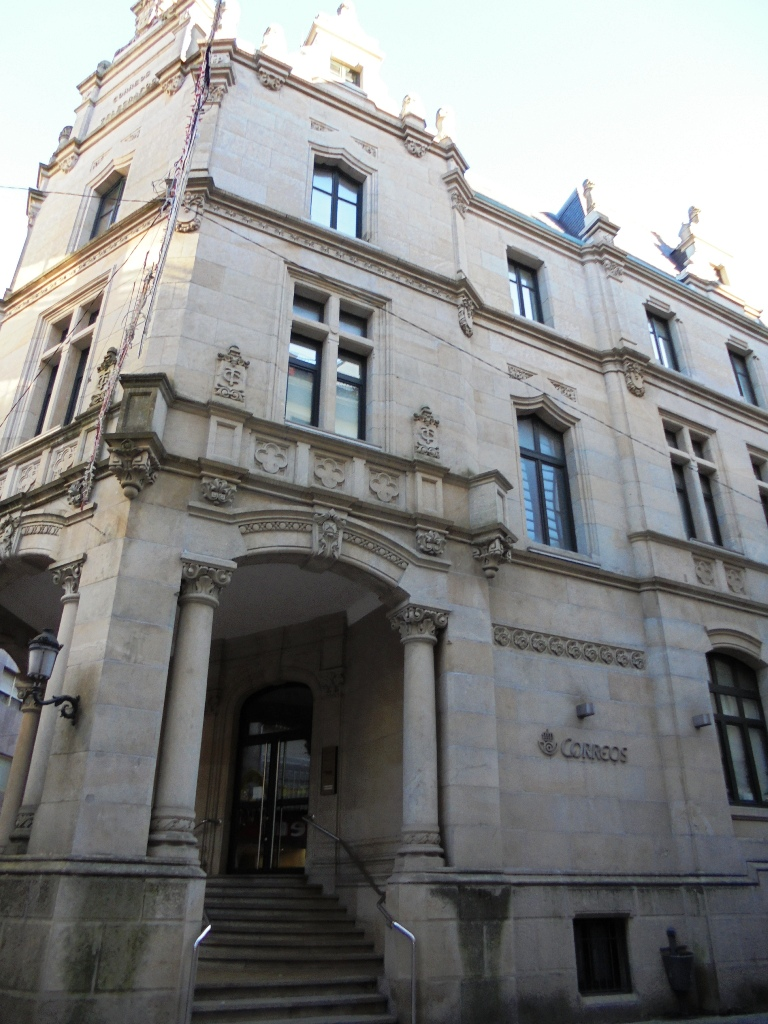
Entrada al edificio central de Correos
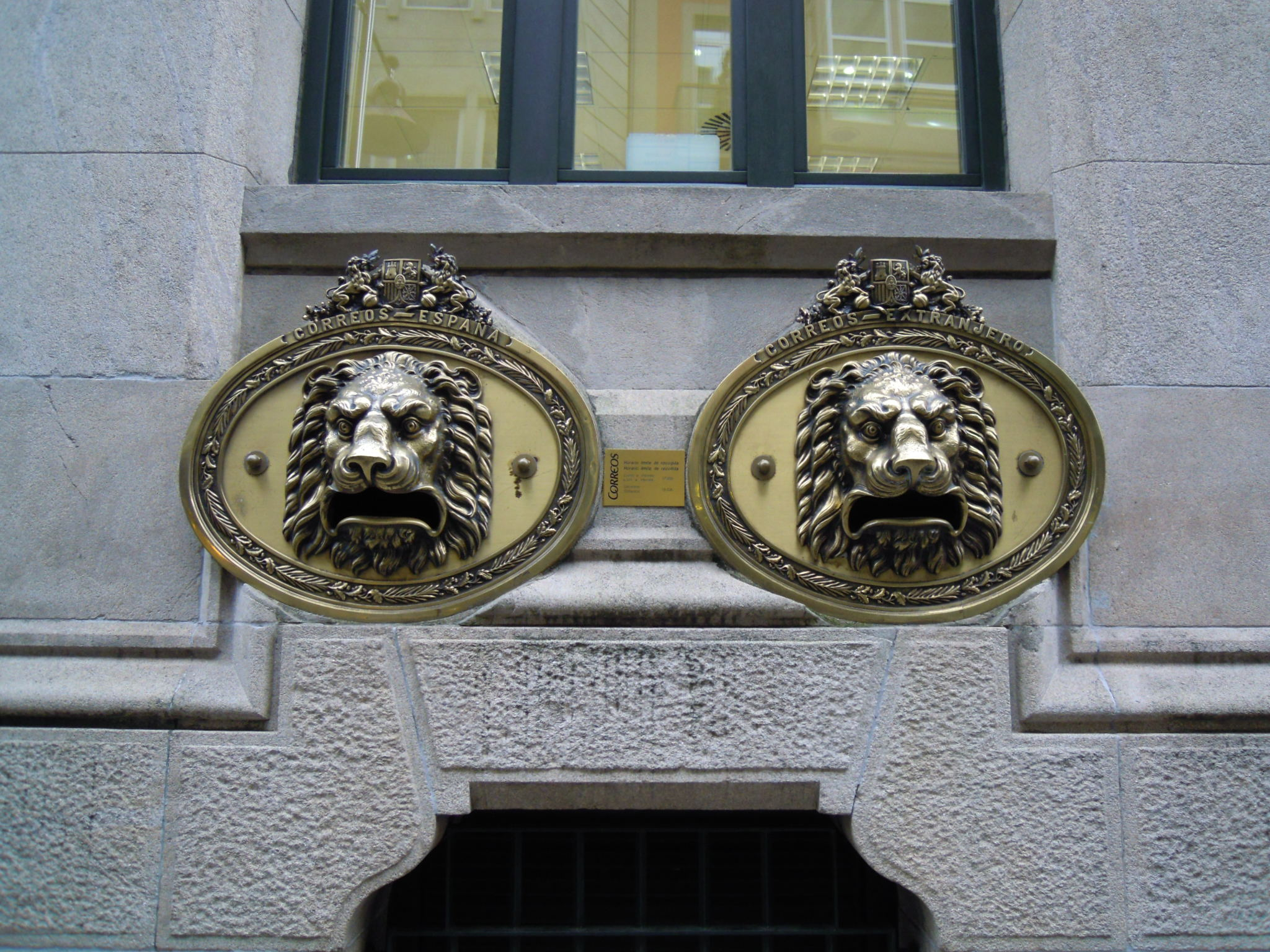
Cabezas de leones en los buzones de correos en la calle García Camba